# Viaduto Pedroso
O Viaduto Pedroso é um viaduto localizado na região central de São Paulo. Com 58 metros de extensão e 24,5 metros de largura, ele liga as duas partes da Rua Pedroso, no Liberdade, passando sobre a Avenida 23 de Maio.
Antes da construção da Avenida 23 de Maio, a Rua Pedroso cruzava o Ribeirão do Itororó por meio de um aterro, que não poderia ser mantido quando a avenida passasse por ali, sobre o leito do riacho. A concorrência pública para a construção do viaduto foi autorizada em 7 de abril de 1965 e previa uma estação de metrô integrada à estrutura. O orçamento previsto para a execução era de cerca de setecentos milhões de cruzeiros. Essa concorrência era considerada "um novo impulso para a abertura da nova avenida". A construção foi autorizada pelo então prefeito José Vicente Faria Lima em 17 de julho de 1965, e o contrato para a obra foi assinado em 3 de agosto, prevendo uma duração de trezentos dias. Para suprir a falta de uma ligação entre os dois lados, a prefeitura estendeu a Rua Humaitá até a Rua Maestro Cardim.
A obra acabou atrasando, o que fez com que o então prefeito José Vicente Faria Lima solicitasse providências para acelerar os trabalhos, a fim de o viaduto ser entregue até o fim de 1966. Quando da inauguração do Viaduto Condessa de São Joaquim, cujas obras começaram na mesma época, o Viaduto Pedroso ainda não tinha previsão de término, e o jornal O Estado de S. Paulo cogitou que isso pudesse atrasar a entrega da avenida. A inauguração ocorreria apenas em 29 de maio de 1967, após um investimento de mais de 936 mil cruzeiros novos.
Ainda era prevista a integração com uma estação de metrô no viaduto, com um andar intermediário dedicado a ela, tanto é que foram construídas escadas de acesso a plataformas que nunca saíram do papel. Como o traçado do metrô acabaria modificado — em vez de seguir a céu aberto pelo largo canteiro central da Avenida 23 de Maio, o projeto passou a contemplar um trecho totalmente subterrâneo, seguindo sob o leito da Rua Vergueiro e da Avenida Liberdade —, a estrutura do viaduto ganhou outro uso, embora o vão central, de 18 metros de largura, tenha sido mantido vazio, apenas com as escadas, que terminam poucos metros acima do solo. O andar intermediário passaria a ser ocupado, a partir de 1996, por um abrigo mantido pela Comunidade Metodista do Povo de Rua.